# Великосільська балка
Великосільська балка (крим. Toğanaş Miñ yılğası) — маловодна балка в північній частині степового Криму, що знаходиться в Нижньогірському районі. Після відкриття в 1966 році Північно-Кримського каналу носить назву «головний колектор № 11» (ГК-11) довжиною 15,4 кілометрів, з яких 13 кілометрів проходить по природному руслу балки. Водозбірна площа, разом з дренажної мережею, становить 5656 гектарів. Витік балки знаходиться приблизно в 1.5 км на південь від села Таганашмін, нині Великосілля, на висоті близько 9 м над рівнем моря. Судячи по карті генерал-майора Мухіна 1817 року, Велікосільська балка мала 5-6 приток-балок, з часом вирівняних в результаті тривалої оранки. Загальний напрямок балки — північний схід, впадає в Сиваш, утворюючи в районі гирла періодично висихаючу (в залежності від дії вітру і використання підземних вод) болотисту затоку — раніше утворювалося озеро Кангіл, в даний час зникле. Раніше, судячи за доступними джерелами, балка назви не мала, сучасна дана по довколишньому селу.